# Głuchaczki
Głuchaczki (słow. Hluchačky) – położona na wysokości 830 m przełęcz pomiędzy Jałowcem (Mędralową Zachodnią, 988 m) a Jaworzyną (1047 m) w Beskidzie Żywiecko-Orawskim. Oddziela Pasmo Mędralowej od Grupy Pilska.

## Opis przełęczy
Przełęcz znajduje się na granicy polsko-słowackiej. Na polską stronę w północno-zachodnim kierunku spływa spod przełęczy potok Przybyłka, po słowackiej stronie zaś Potok Jałowiecki (Polhoranka).
Nazwa przełęczy pochodzi od znajdującego się na niej do końca lat 30. XX wieku przysiółka Głuchaczki, ta zaś pochodzi od nazwiska Głuchaczka. Obecnie zabudowania przysiółka Głuchaczki znajdują się około 1 km od przełęczy, w dół doliny. Po polskiej stronie granicy znajdują się na niej łąki, część słowacka jest porośnięta lasem. Siodło przełęczy Głuchaczki wznosi się zaledwie około 10 m powyżej dna potoku Polhoranka i jest stale przez niego podmywane. Przypuszcza się, że już w nieodległej przyszłości nastąpi tutaj zjawisko kaptażu – przerwanie się Polhoranki na polską stronę, do potoku Głuchego (źródłowy ciek Przybyłki).
Przełęcz Głuchaczki jest wygodnym przejściem z polskiej miejscowości Koszarawy do słowackiej doliny Półgórzanki. Jest jednym z punktów przelotowych szlaku, prowadzącego z Babiej Góry na Pilsko. Na przełęczy w okresie letnim (lipiec-sierpień) od 1992 roku funkcjonuje ogólnodostępna, studencka baza namiotowa „Głuchaczki”, prowadzona przez Studenckie Koło Przewodników Beskidzkich z Katowic w ramach Oddziału Międzyuczelnianego PTTK w Katowicach.

## Historia
W okresie międzywojennym na przełęczy Głuchaczki działała placówka Straży Granicznej I linii „Przyborów”. Po II wojnie światowej przez jakiś czas około 1 km w kierunku Mędralowej, na Górnych Głuchaczkach (Horne Hluchačky) znajdowało się turystyczne przejście graniczne Przełęcz Jałowiecka-Gluchačky.
Przełęcz Głuchaczki weszła do literatury dzięki powieści Janosik Jalu Kurka, w której przedstawił on swoją wizję przygód zbójnickich, osadzając ją w dwudziestoleciu międzywojennym.

## Regionalizacja
Różne są koncepcje regionalizacji tego regionu. Jerzy Kondracki Pasmo Mędralowej zaliczył do Beskidu Makowskiego, a za jego zachodnią granicę uznawał przełęcz Głuchaczki. W przewodniku turystycznym i na mapach (np. Compassu) Pasmo Mędralowej włączane jest do Beskidu Żywieckiego i ciągnie się dalej na wschód – po przełęcz Glinne. W najnowszej regionalizacji z 2018 roku Pasmo Mędralowej należy do Beskidu Żywiecko-Orawskiego. Po słowackiej stronie są to Oravské Beskydy (w najnowszej polskiej regionalizacji włączone do Beskidu Żywiecko-Orawskiego). Administracyjnie polskie stoki przełęczy należą do wsi Przyborów w województwie śląskim, w powiecie żywieckim, w gminie Jeleśnia.

## Szlaki turystyczne
Główny Szlak Beskidzki